# Slyngestik
 For alternative betydninger, se Stik.
Et slyngestik - også kendt som et lærkehoved - er et af de simpleste knob, der findes. Det bruges til at binde en snor med to løse ender rundt om et lille aflangt objekt (fx en rafte). Man lægger snoren dobbelt, og slynger løkken rundt om objektet. Derefter putter man begge løse ender ind i løkken, og trækker i dem.
| Vandsport/vandtransport | Spire Denne vandsports- eller vandtransportsartikel er en spire som bør udbygges. Du er velkommen til at hjælpe Wikipedia ved at udvide den. |